# Campeonato Asiático de Atletismo de 2013 - Lançamento de dardo masculino
A prova do lançamento de dardo masculino do Campeonato Asiático de Atletismo de 2013 foi disputada no dia 5 de julho de 2013 no Shree Shiv Chhatrapati Sports Complex em Pune, na Índia. 

## Recordes
Antes desta competição, os recordes mundiais e do campeonato nesta prova eram os seguintes:
|                       | Nome               | Nacionalidade | Distância | Local    | Data                |
| --------------------- | ------------------ | ------------- | --------- | -------- | ------------------- |
| Recorde mundial       | Jan Železný        | Chéquia       | 98m 48cm  | Jena     | 25 de maio de 1996  |
| Recorde do campeonato | Yukifumi Murakami  | Japão         | 83m 27cm  | Kobe     | 10 de julho de 2011 |
| Recorde asiático      | Kazuhiro Mizoguchi | Japão         | 87m 60cm  | San José | 27 de maio de 1989  |

## Medalhistas
| Ouro               | Prata                   | Bronze               |
| Ivan Zaytsev (UZB) | Sachith Maduranga (SRI) | Samarjit Singh (IND) |

## Cronograma
Todos os horários são locais (UTC+5:30).
| Data       | Hora  | Evento |
| ---------- | ----- | ------ |
| 5 de julho | 17:00 | Final  |

## Final
A final da prova ocorreu dia 5 de julho às 17:00.
| Posição           | Atleta                | Nacionalidade | #1    | #2    | #3    | #4    | #5    | #6    | Resultados | Notas            |
| ----------------- | --------------------- | ------------- | ----- | ----- | ----- | ----- | ----- | ----- | ---------- | ---------------- |
| Medalha de ouro   | Ivan Zaytsev          | Uzbequistão   | 79.76 | 74.33 | x     | x     | 76.41 | 78.33 | 79.76      |                  |
| Medalha de prata  | Sachith Maduranga     | Sri Lanka     | 76.57 | x     | 73.01 | 79.62 | x     | x     | 79.62      | Recorde nacional |
| Medalha de bronze | Samarjit Singh        | Índia         | x     | 75.03 | x     | x     | x     | x     | 75.03      |                  |
| 4                 | Krishan Kumar Patel   | Índia         | 70.31 | 73.36 | x     | x     | x     | x     | 73.36      |                  |
| 5                 | Kim Ye-Ram            | Coreia do Sul | 67.93 | 72.81 | 69.23 | x     | 69.47 | 68.20 | 72.81      |                  |
| 6                 | Bobur Shokirjonov     | Uzbequistão   | 70.02 | 72.55 | x     | 70.94 | 72.03 | 72.64 | 72.64      |                  |
| 7                 | Rajender Singh        | Índia         | 67.33 | 71.82 | x     | 70.31 | x     | 69.61 | 71.82      |                  |
| 8                 | Chung Cheng-hung      | Taipé Chinesa | 70.13 | 67.40 | 71.07 | 71.54 | x     | 67.40 | 71.54      |                  |
| 9                 | Muhammad Imran        | Paquistão     | 68.21 | 70.57 | 67.55 |       |       |       | 70.57      |                  |
| 10                | Yuya Koriki           | Japão         | 64.83 | 68.67 | 70.31 |       |       |       | 70.31      |                  |
| 11                | Mohamad Ibrahim Kaida | Catar         | 67.14 | x     | 64.42 |       |       |       | 67.14      |                  |
| 12                | Danilo Fresnido       | Filipinas     | 63.41 | 61.67 | 60.20 |       |       |       | 63.41      |                  |
| 13                | Abdullah Al-Ameeri    | Kuwait        |       |       |       |       |       |       | DNS        |                  |

Legenda
| Recorde mundial       | Recorde mundial (World record)               |                       | Recorde africano                      | Recorde africano (African) |                                           | Q | Classificado por posição (Qualified) |
| Recorde do campeonato | Recorde do campeonato (Championship record)  | Recorde da América    | Recorde da América (Americas)         | q                          | Classificado por melhor tempo (Qualified) |   |                                      |
| Melhor marca do ano   | Melhor marca do ano (World leading)          | Recorde asiático      | Recorde asiático (Asian)              | DNS                        | Não largou (Did not start)                |   |                                      |
| Recorde nacional      | Recorde nacional (National record)           | Recorde europeu       | Recorde europeu (European)            | DNF                        | Não terminou (Did not finish)             |   |                                      |
| Recorde pessoal       | Recorde pessoal do atleta (Personal best)    | Recorde da Oceania    | Recorde da Oceania (Oceania)          | DSQ / DQ                   | Desclassificado (Disqualified)            |   |                                      |
| Recorde da temporada  | Recorde da temporada do atleta (Season best) | Recorde sul-americano | Recorde sul-americano (South America) | NM                         | Sem marca (No mark)                       |   |                                      |